# Aap Implantate
Aap Implantate AG (Eigenschreibung: aap) ist ein börsennotiertes Unternehmen der Medizintechnik mit Hauptsitz in Berlin.

## Unternehmen
Das im Bereich Biomedizintechnik tätige Unternehmen mit Hauptsitz in Berlin firmierte bis 1990 unter dem Namen Mecron als Tochterunternehmen des US-amerikanischen Pharmazie- und Konsumgüterherstellers Johnson & Johnson.
Der Börsengang des Unternehmens, damals noch am Neuen Markt, fand am 10. Mai 1999 statt; seit 2003 ist es im Börsensegment Prime Standard notiert. Der Emissionspreis der nennwertlosen Inhaber-Stammaktien betrug 10 Euro. 2004 waren bei Aap 100 Mitarbeiter beschäftigt.
2000 übernahm Aap Implantate die Firmen Coripharm, Mebio und Corimed sowie 49 % der Firma Osartis. 2006 erwarb das Unternehmen die restlichen 51 % von Osartis.

## Organisation
Von 1990 bis 2005 war Uwe Ahrens, Gründer von Aap Implantate, Vorstandschef. Im September 2005 wechselte er in den Aufsichtsrat.
Die folgenden Personen sind Mitglieder des Vorstandes und Aufsichtsrats:
Vorstand
- Rubino Di Girolamo, Vorstandsvorsitzender
- Marek Hahn, Mitglied des Vorstands (bis 2023)[12]
- Agnieszka Mierzejewska, Mitglied des Vorstands (seit 2021)[13]

Aufsichtsrat
- Biense Visser, Vorsitzender des Aufsichtsrats
- Jacqueline Rijsdijk, Stellvertretende Vorsitzende des Aufsichtsrats
- Natalie Krebs, Mitglied des Aufsichtsrats

## Produkte
AAP entwickelt, fertigt und vertreibt Biomaterialien und Implantate zur Anwendung in der Orthopädie. Die Produkte wie Lochschrauben, Standardplatten, Knochenzement und Knochenersatzmaterialien werden in der Traumatologie und Wirbelsäulenchirurgie eingesetzt. Das Unternehmen vertreibt seine Produkte in mehr als 20 Ländern.